# 阿爾瑪學院

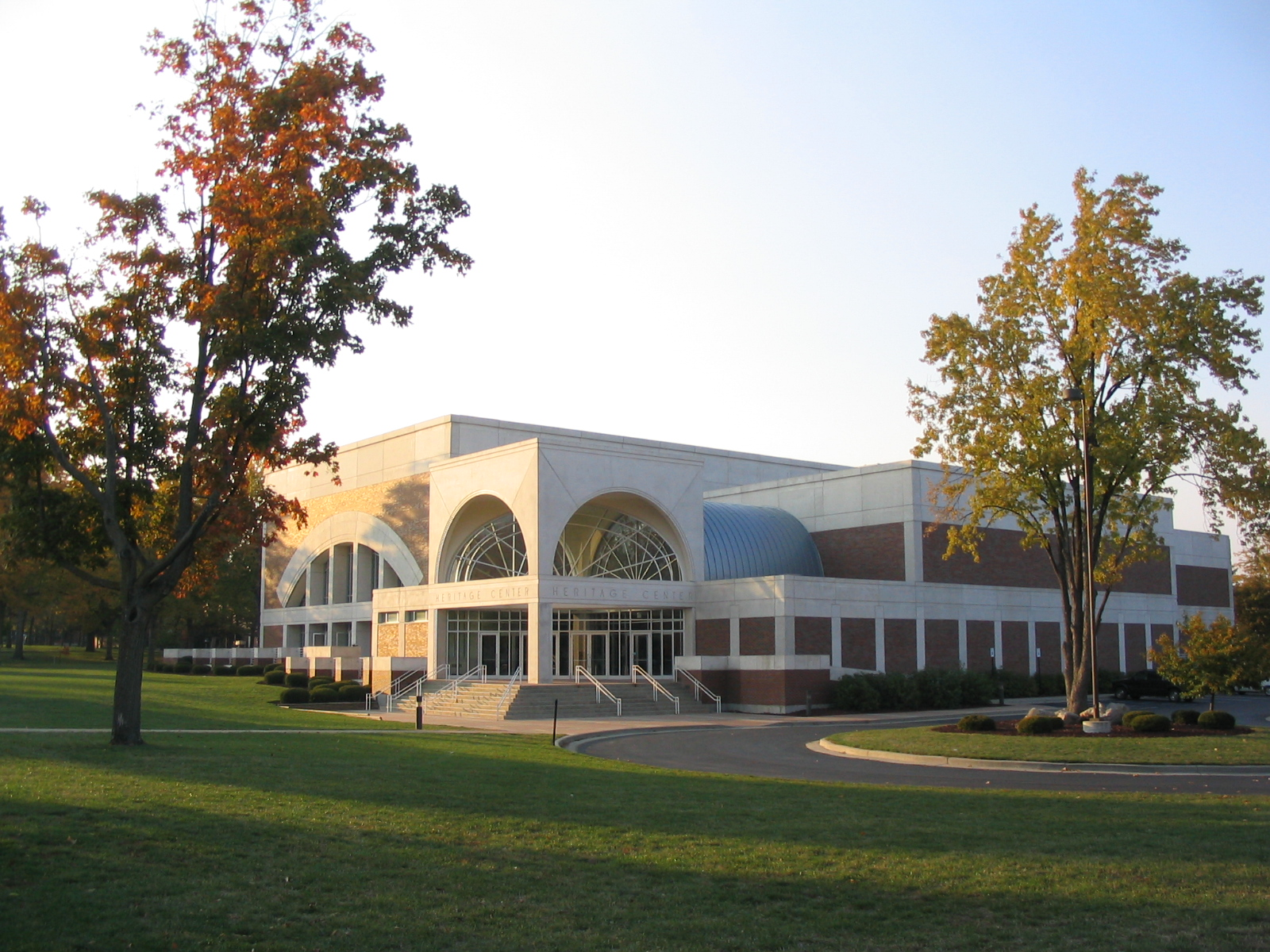
學院內的奧斯卡·E·雷米克遺產中心

阿爾瑪學院（Alma College）是一間位於美國密歇根州阿爾瑪的私立文理學院，成立於1886年，創始者是密歇根州的長老宗。 它是美國中西部較好的文理學院之一，屬於中西部大學學校協會。
1995年由里德學院帶頭發起了抵制《美國新聞和世界報道》學院排名的運動，艾爾瑪學院在90年代末也加入了其中。 但是現在此運動已經停止，阿爾瑪學院在2019年《美國新聞與世界報道》全國文理學院排名中列在第143位。

## 外部連結
- Alma College official website （页面存档备份，存于）
- Alma College official athletics website （页面存档备份，存于）